# Мужская сборная Малайзии по хоккею на траве
Мужская сборная Малайзии по хоккею на траве — мужская сборная по хоккею на траве, представляющая Малайзию на международной арене. Управляющим органом сборной выступает Конфедерация хоккея на траве Малайзии (англ. Malaysian Hockey Confederation, малайск. Konfederasi Hoki Malaysia).
Сборная занимает (по состоянию на 16 июня 2014) 13-е место в рейтинге Международной федерации хоккея на траве (FIH).

## Результаты выступлений

### Летние Олимпийские игры
- 1908—1952 — не участвовали
- 1956 — 9-е место
- 1960 — не квалифицированы
- 1964 — 9-е место
- 1968 — 15-е место
- 1972 — 8-е место
- 1976 — 9-е место
- 1980 — не участвовали
- 1984 — 11-е место
- 1988 — не квалифицированы
- 1992 — 9-е место
- 1996 — 11-е место
- 2000 — 11-е место
- 2004—2012 — не квалифицированы

### Чемпионат мира по хоккею на траве
- 1971 — не участвовали
- 1973 — 11-е место
- 1975 — 4-е место
- 1978 — 10-е место
- 1982 — 10-е место
- 1986—1994 — не участвовали
- 1998 — 11-е место
- 2002 — 8-е место
- 2006—2010 — не участвовали
- 2014 — 12-е место

### Азиатские игры
- 1958 — 4-е место
- 1962 —
- 1966 — 4-е место
- 1970 —
- 1974 —
- 1978 —
- 1982 —
- 1986 — 4-е место
- 1990 —
- 1994 — 5-е место
- 1998 — 5-е место
- 2002 —
- 2006 — 6-е место
- 2010 —
- 2014 — 4-е место

### Чемпионат Азии
- 1982 — 4-е место
- 1985 — 5-е место
- 1989 — 6-е место
- 1993 — 4-е место
- 1999 — 4-е место
- 2003 — 5-е место
- 2007 —
- 2009 — 4-е место
- 2013 — 4-е место

### Трофей чемпионов
- 1978—1992 — не квалифицированы
- 1993 — 6-е место
- 1994—2006 — не квалифицированы
- 2007 — 8-е место
- 2008—2014 — не квалифицированы

### Champions Challenge
- 2001 — 4-е место
- 2003 — 6-е место
- 2005—2009 — не квалифицированы
- 2011 — 5-е место
- 2012 — 4-е место
- 2014 —

### Champions Challenge II
- 2009 — 4-е место
- 2011 — не квалифицированы

### Азиатский Трофей чемпионов
- 2011 —
- 2012 —
- 2013 —

### Игры Содружества
- 1998 —
- 2002 — не квалифицированы
- 2006 —
- 2010 — 8-е место
- 2014 — 7-е место

## Текущий состав
Состав команды был объявлен перед чемпионатом мира 2014, прошедшем в мае-июне в Гааге, Нидерланды.
Главный тренер: Muhammad Dhaarma Raj
| №  | Игрок             | Поз. | Возраст |
| -- | ----------------- | ---- | ------- |
| 1  | Roslan Jamaluddin | GK   | 35      |
| 6  | Marhan Jalil      | MF   | 24      |
| 7  | Fitri Saari       | MF   | 21      |
| 9  | Hafifi Hanafi     | FW   | 28      |
| 10 | Faizal Saari      | FW   | 23      |
| 11 | Shahrun Nabil     | MF   | 28      |
| 12 | Sukri Mutalib     | DF   | 28      |
| 13 | Firhan Ashaari    | FW   | 21      |
| 14 | Azlan Misron (c)  | DF   | 31      |

| №  | Игрок                 | Поз. | Возраст |
| -- | --------------------- | ---- | ------- |
| 15 | Nabil Fiqri           | MF   | 27      |
| 16 | Kumar Subramaniam     | GK   | 34      |
| 17 | Razie Rahim           | DF   | 26      |
| 18 | Faiz Helmi            | MF   | 22      |
| 23 | Tengku Ahmad Tajuddin | FW   | 28      |
| 26 | Shahril Saabah        | FW   | 20      |
| 28 | Ramadhan Rosil        | MF   | 23      |
| 30 | Izad Jamaluddin       | DF   | 20      |
| 31 | Ismail Abu            | FW   | 30      |